# テロ対策ユニット
テロ対策ユニット（Counter Terrorist Unit、略称：CTU）は、アメリカ合衆国の連続テレビドラマ『24 -TWENTY FOUR-』に登場する、架空の政府機関。

## 概要
CTUは、1993年の世界貿易センター爆破事件後、国内テロ攻撃の標的保護を担う政府機関として、CIA（中央情報局）内部に設立されたという設定である。CIAの中でも国内テロ対策部門を受け持ち、外国人テロリストによる破壊活動を防ぐことを任務としている。
アメリカ国内でテロが発生している危険レベル時は、テロに関する事案や人物の確保は警察やFBIを差し置いて、全てCTUが行う事が規定されている。連邦政府と国防総省の共同管理になっており、シーズン5では一時的に国土安全保障省に吸収されてCIA傘下から外れたものの、事態収束後に従来通りの指示体系に戻った。
本部はワシントンD.C.だが、全米の各主要都市に支部があり、それを地域本部（通称「本部」）が管理するという体制をとっている。劇中では、シーズン7まではロサンゼルス支部、シーズン8ではニューヨーク支部の活躍が描かれている。シーズン9にあたる「リブ・アナザー・デイ」は、舞台がロンドンのためCTUは関わっていない。
また、シーズン7放送前の予告編の中で「C.T.U. is gone.」（後に公開されたシーズン7の日本語版予告編では“CTU閉鎖”）と書かれていた。捜査本部をテロリストに襲撃されたり、職員による裏切りや脅迫によりテロリストに内部情報を利用されるといったセキュリティー上の問題や、「行きすぎた捜査」や「拷問まで行う取調べ」といった法律違反などが問題視され、CTUは解体された。
その後、複雑化・高度化したテロリズムに対抗するには、テロ対策の専門機関が必要だということが再度認められ、シーズン8ではCTUが復活して建物も一新されている。

## スタッフ
雇用・待遇
高度化・過激化するテロ行為に対抗し、常に即戦力となる高いプロフェッショナリティを持つ人材を、引き抜き・推薦・志願により集めている。CIAや海兵隊などから選抜された者が多いが、優れた民間人を抜擢することもある。そのため、非常にプライドが高い人間や、出世欲の強い人間、アクの強い人間が集まりやすく、テロの最中にもかかわらず人間関係で揉めることもしばしばある。また過去内通者によって甚大な被害を受けていながら、犯罪歴があり偽名で内通者でもある職員を安易に採用するなど、人事体制に不備がある。
人事上の人の出入りも激しく、定着率が低い。多くの場合、スタッフは高収入・高待遇ではあるようだが、一流企業の上級職ほどではないようであり、それが内通者・転職の理由の一つともなっている。
職場環境
一流のスタッフと、最新設備を集積した施設ビルで働くことができるため、一部の技術系スタッフにとっては憧れの職場となっている。
ほぼ全てのシーズンにおいて、内通者やすさまじい数の殉職者を出しており、挙句の果てには支局内で爆弾や毒ガスによるテロや武装集団が侵入し大量の死傷者を出すなど、極めて危険な職場環境である。テロなどの非常時の危険度を考えれば、内勤スタッフであっても「愛国精神」などがなければ勤まらない、過酷な職場であると言える。
セキュリティー体制
内部システムは頻繁にハッキングされるなど、専門職がいるにもかかわらずセキュリティ体制に問題を抱えている。外来者はカードキーのみのチェックなので工作者が簡単に侵入している。また外来者は必ずフロアを通る造りになっていて、しばしば部外者が構内を自由に歩き回り端末を参照するなど警備体制に問題がある。
さらに電子機器の電磁シールドがないため、CTU内のどこでも携帯の会話が可能であり、またEMP攻撃で全てが簡単に破壊される。重要なサーバー室や医療室、空調室などのセキュリティーが甘く、簡単に侵入者や内通者の工作を許している。
警備
前述のとおり、警備が杜撰でありテロリストや工作員の侵入を許してしまう場面も多い。警備員は格闘や銃撃戦では常に一撃で倒されており殆ど役割を果たしていない。また、ジャックが独自行動をとるときも静止できず、易々と一撃で倒されている。シーズン8から警備システムが一新された模様で、毒ガスや放射性物質を感知すると警報が鳴る。NY支局ではメインの入り口は、地下トンネルを介した通路となっている。
統括部門
CTUの組織は、支部内に下記にあげるような部門が分かれて存在し、各部門ごとにチーフが任命されている。 
- 現場部門 - 現場指揮、現場捜査、潜入捜査、要人警護などを担当
- 情報部門 - 現場部門へのサポート、プログラミングやハッキングなどを担当
- 分析部門 - 情報・状況の分析、暗号の解読、現場部門のバックアップなどを担当
- 工作部門 - 各種の工作活動、軍事機密などを担当
- 警備部門 - CTU局内の警備、容疑者の護送、捜査関係者の護衛などを担当
- 医療部門 - 負傷者・急病人などの、治療・救護を担当

CTU組織の組織図
CTUは、おおまかに下記のような組織図となっている。前述のとおり、連邦政府と国防総省の共同管理となっているが、テロ事件時における重要事項についての最終決定権は、大統領の判断を仰ぐ場合が多く、CTU連邦本部局長やCTU地域本部長の判断を仰ぐことは少数である。
地域本部長クラスや、ロサンゼルスなどの重要地域の支部長/捜査指揮官クラスになれば、大統領にも顔と名前を知られる存在である。
現場部門・情報部門などにおいて、CTU局内を統括する捜査指揮権のある中核者らは上級職員と呼ばれ、支部長の下の捜査指揮官らは「CTUのトップ」「CTUのナンバー2」などと呼ばれることもある。その捜査指揮官らの下で、現場において直接指示をする者は「現場指揮官」と呼ばれ、劇中ではジャック・バウアーらが担当している。
- 大統領 - 連邦政府のトップ。
- 国防長官 - 国防総省のトップ。ジェームズ・ヘラーらが務めている。
  - CTU連邦本部局長 - CTU組織のトップ。24:レガシーではレベッカ・イングラムが務めていた。
    - CTU地域本部長 - 各地域ごとに存在し、CTU支部を統括する責任者。
      - CTU支部長 - CTU支部を統括する責任者。捜査方針を決める立場にある。
        - 捜査指揮官 - 支部長の方針に従い、実質的に捜査の指揮を行う。
          - 現場指揮官 - 捜査指揮官の指揮に従い、現場での捜査の指揮をする。
          - 各部門のチーフ - 部門内のスタッフを統括し、指示を与える。

アクセスレベル
CTUスタッフには、レベル1〜6までのアクセス権限が与えられている。レベルに応じた権限により、国防データ・捜査データの閲覧や、CTU施設内のスペースへの立ち入りなどが認可・制限がされている。
レベル6のアクセス権限は、CTUの上級職員の中でも限られた者だけがアクセスできる。ちなみに、クロエや夫のモリスはレベル6の分析官であり、最重要機密の情報へのアクセスが認められている。
逆に、応援に来た外部スタッフなどはレベル2〜3程度、家族などの来客にはレベル1のアクセス権限が与えられていることから、一般的な捜査員はレベル4〜5程度のアクセス権と考えられる。レベル1のアクセス権限は、スタッフとの面会などを想定した「指定区域への入場のみ」とみられる。
また、シーズン7の第18話での大統領の話によると、「レベル6の情報には、副大統領でさえアクセスが許されていない」と語られており、機密性の高さが確認できる。しかし、劇中では頻繁に上級者がレベルを貸し出したり、サーバー室への入室を許すなど問題行動が多く見られる。
-  レベル6  - 最重要機密の情報。大統領やCTUの上級職員・各部門のチーフ・上級スタッフのみがアクセス可能。
-  レベル5  - 一般的なCTUスタッフ用。最重要機密の情報を除く、ほぼ全ての情報へのアクセスが可能。
-  レベル4  - 一般的なCTUスタッフ用。
-  レベル3  - 応援に来た外部スタッフ用。
-  レベル2  - 応援に来た外部スタッフ用。
-  レベル1  - CTUスタッフとの面会などを想定した民間人用。

## 機材・装備
銃器
グロック19やシグ・ザウエルP228、H&K USPコンパクトを携帯武器として使用している捜査官が多い。（出典：24アルティメットオフィシャルガイドブック）
ファイナルシーズンではニューヨーク支局の警備員がFN P90を所持していた。
特殊部隊の装備はシーズンごとに変わっているようで、初期の頃はMP5シリーズのフラッシュライト付きを使用。シーズン3からM4カービンに変わり、シーズン5ではシュアファイア製のハンドガードが装着された物に統一され、シーズン6以降はナイツアーマメント社のRASハンドガードなどが組み込まれた物になった。尚、狙撃の際はM700系やSIG BLASER R93を使用している。
衛星
衛星からの撮影により、容疑者の足取りを追う際に使用する。劇中では長時間にわたって犯人追跡がなされているが、実際の技術力では衛星が撮影できるのは、その国が所有している偵察衛星の数や偵察する地域によって変わるが、「アメリカでも数時間おき」であり「1回につき1〜2分程度」が限界である。
基本的に偵察衛星は、12時間おきに同じポイントを通過するため、単純計算であれば衛星2機なら6時間ごと、衛星4機なら3時間ごとの偵察が可能になる。2012年におけるアメリカの偵察衛星は104機であるが、画像偵察衛星は10機であり、仮に10機すべてを犯人追跡に用いられたとしても1〜2時間ごとに1〜2分しか犯人を追跡できない計算である。
また、いくら高精度と言っても、個人を識別できる程の解像度ではなく、利用には気象条件によっても左右される。現実には分解能は30cm～50cmほどであり、自動車の車種の判別が条件付きでかろうじて出来る程度である。よって、このような表現上および運用上の問題点を解決するため、下記の「無人機」が採用されたものと思われる。
無人機
シーズン8で登場した、小型の遠隔操作型の無人偵察機ドローン。小型ローターにより上空をホバリング飛行し、容疑者の追尾や偵察を行うことが出来る。ある程度の自立飛行により姿勢制御がなされるため、最小限の操作でマニピュレート可能となっている。
高速移動・長距離の移動は苦手らしく、基本的には市街地における「対人向け・偵察向け」と言える。300m以上の上空からでも、地上の人間の顔をアップにして高精細で捉えられる「超高性能カメラ」を搭載しており、それにより瞬時に犯罪者データベースとの照合も行えるようになっている。
弾数は限られているようだが「小型マシンガン」を装備しており、対人攻撃も可能となっており殺傷力もあるが、弾薬数・命中率が悪いため威嚇レベルに留まる。また、シーズン8最終話には、小型の「空対地ミサイル」を装備した無人機も登場しており、その際にはハッキングにより現場の携帯電話に割り込むことにも成功している。
デスクチェア
クロエ達が座っているのは、ヒューマンスケール社製の高級デスクチェア「フリーダム」。
Cisco IP Phone 7900
CTUで使われているIP電話機。
CTUシリーズ4
シーズン5にて、クロエが使っていた携帯型パソコンらしき情報端末。
MacBook Pro
シーズン8にてクロエが使用しているのは、Apple MacBook Pro の13インチモデル。
ハンドスキャナー
シーズン8の第二話にて使用しているハンドスキャナーは、Wacom社のタブレット「Intuos4 XL DTP Edition A3」であるが、本来のIntuosにはこのような機能はなく、作中だけのフィクションである。
Bluetooth ヘッドセット
シーズン8のダナが使用しているのは、Plantronics社の Discovery 975。クロエが使用しているのは、Plantronics社の Voyager Proである。

## 車両・ヘリコプター
フォード・エクスペディション
CTUの保有車両の1台。色はブラック。ジャックも捜査の足として使用していたり隊員の移動に使われている。
ベル 206
CTUが保有している非武装のヘリコプター。こちらも隊員の移動に使用されている。SEASONS 6の終盤ではブキャナンが操縦している場面がある。

## バウアーの活躍
主人公のジャック・バウアーは、CTUロサンゼルス支部に属していた。現場捜査官としては非常に有能であり、独断での暴走はありながらも、数々のテロ事件を解決する。時に無断かつ独自の作戦で行動するために、必要があれば味方を欺瞞したり脅迫や暴行を加えることもある。
シーズン1では支局のチーフを、シーズン2では休職中から特別に復帰した形に、シーズン3では工作部門のチーフに、シーズン4では新たに赴任したロス支部長にCTUを追い出された形で、国防総省長官特別補佐官となっていたが、死亡したCTU現場指揮官の代役となりCTUに協力した。シーズン5、シーズン6では大統領からの要請を受け現場指揮者となるが、状況によってはCTUに追われ、逮捕・拘束されることもあった。

## 歴代支部長

### ロサンゼルス支部
クリストファー・ヘンダーソン（シーズン1以前）
ジャックをスカウトした張本人。愛国者だったが、横領の容疑でジャックに告発され辞職。その後、オミクロン社の副社長になるがテロリストと共謀。シーズン5の終盤でジャックに射殺される。
ジョージ・メイソン（シーズン1、2）
ヘンダーソンの後任。ジャックがチーフだったために当初はあまりオフィスにいなかったが、ジャックがクビにされたために支部で指揮を執る。シーズン2ではロスで起こりうる核爆発の恐怖で逃避姿勢を見せるが、テロリストの放射能を受けて被曝し余命一日となる。またCTUも爆破されたが、指揮を執る。やがて症状が悪化して職務不能状態になりトニーに支部長の座を譲り、砂漠での核爆弾の自爆を考えようとしていたジャックと交代し飛行機を操縦して自爆した。
トニー・アルメイダ（シーズン2、3）
アシスタントチーフだったが、メイソンが被曝して職務不能となったためにメイソンの指名で昇進する。最初は戸惑いもあったが、シーズン3では有能な指揮力を発揮する。しかし、終盤でミシェルを救うために国家反逆罪を犯して逮捕される。
ブラッド・ハモンド（シーズン3）
本部から派遣されてきた臨時支部長。しかしテロ解決のためにミシェルの懇願でトニーを一時復職させる。
エリン・ドリスコル（シーズン4）
トニーの正式な後任。ヘロイン中毒であるジャックをクビにして自身の地位を落としかねないミシェルをシアトル支局に追いやる。自身の事しか考えないため、部下からも煙たがれてる。娘のマヤが自殺したため、精神状態が崩れ職務不能に陥り、復職して前任であったトニーを暫定支部長に任せる。
トニー・アルメイダ（シーズン4）
ジャックとエリンによって復職した。最初は分析部門で働いていたがエリンの娘のマヤが自殺したために職務不能と考え、2年間の支部長の経験上からヘラー国防長官によって暫定支部長に任命される。しかし務めたのは正式な後任のミシェルが到着するまでの1時間だけであった。
ミシェル・デスラー（シーズン4）
地域本部の副本部長だったがエリン辞任後の後任であり臨時支部長となる。最初は別れたトニーの事を忌々しく思っていたが、次第に仲を取り戻す。終盤でトニーと辞職することに決めた。
ビル・ブキャナン（シーズン5、6）
ミシェルの辞職後に本部長から正式に支部長に就任する。部下思いで歴代の支部長では一番長く務め、人格と統括能力で最も評価が高い。しかし、終盤で妻であるカレンによって解雇されたが、辞職扱いとなった。シーズン７ではホワイトハウスを襲撃した集団と交戦し命を落とす。
リン・マクギル（シーズン5）
本部から派遣されてきた指揮官。最初はビルたちと捜査していたが、テロの責任をローガンに責められ、ビルやキャリーを解雇。カーティスやクロエ、エドガーなども解雇しようとするが、カーティスが発令した規約によって支部長を解雇され拘束される。支部長にはビルが復職した。
カレン・ヘイズ（シーズン5）
中盤でCTUが神経ガステロによって職員の４割を失ったためにガードナー副大統領が国土安全保障省に吸収を依頼。最初はビルを観察していたが、ビルから支部長の座を奪い取る。しかし、ローガンが黒幕だと分かりビルやクロエと協力。事件が解決した後はビルに支部長の座を渡す。
ナディア・ヤセル（シーズン6）
上級職員だったが終盤でビルがカレンによって解雇され、ビルの指名によって正式な後任が来るまでの臨時の暫定支部長となる。

### ニューヨーク支部
ブライアン・ヘイスティングス（シーズン8）
ブライアンがハッサン大統領護衛任務に失敗し、そのことに責任を感じ辞職。後任をクロエに託した。
クロエ・オブライエン（シーズン8）
ブライアンの後任として、臨時支部長を務める。

## CTUスタッフ
なお「recurring」とは、出演が「guest」扱いのものを意味する。

### CTUロス支局
リチャード・ウォルシュ (Richard Walsh)
演 - マイケル・オニール、日本語吹替 - 佐々木勝彦
登場：シーズン1
CTUロサンゼルス支部の支局長でジャックの上司でもある。CTU内部に内通者がいることに気が付きジャックに内密に捜査を依頼した。2話でテロリストに射殺された。死ぬ直前にジェイミーを信頼しろとジャックに言い残して射殺された。
ジョージ・メイソン (George Mason)
演 - ザンダー・バークレー、日本語吹替 - 津田英三
登場：シーズン2, recurring シーズン1
CTU ロサンゼルス支部長。
ニーナ・マイヤーズ (Nina Myers)
演 - サラ・クラーク、日本語吹替 - 渡辺美佐
登場：シーズン1, recurring シーズン2-3
シーズン1では、ジャックの部下として登場、CTUロス支部・支局のジャックに次ぐポジションであり、別居中のジャックと一時期付き合っており、その後は、トニーと付き合っていた。
しかしながら、CTUの内通者として暗殺犯に加担していたことで国家反逆罪とジャックの妻であるテリー・バウアー、ジェイミー・ファレルおよび逃走する際に殺したCTU職員の殺害容疑に問われ逮捕される。
トニー・アルメイダ (Tony Almeida)
演 - カルロス・バーナード、日本語吹替 - 土田大
登場：シーズン2-3,5,7 recurring シーズン1,4
シーズン1 - 3ではCTUの職員。シーズン4では無職だが一時的にCTUに協力する事になる。シーズン5ではセキュリティ関連のコンサルティング会社で働いている。またシーズン5では死亡してしまうが、実は生きておりシーズン7でテロリストとして衝撃の再登場を果たす。
ジェイミー・ファレル (Jamey Farrell)
演 - カリーナ・アロヤグ、日本語吹替 - 小林優子
登場：シーズン1
CTU情報解析担当。
ウォルシュが信頼を寄せてた人物だったが、実はドレーゼン一味に雇われていたテロリスト、アイラ・ゲインズに情報を流していた人物であった。裏切った理由はCTUでの給料が悪く生活できなかったためである。
ニーナとトニーに尋問されていたが自らの手首を切り自殺した。後にニーナに殺害されていたことが監視カメラの映像で判明した。
マイロ・プレスマン (Milo Pressman)
演 - エリック・バルフォー、日本語吹替 - 船木真人（シーズン1）→永井誠（シーズン6）
登場：シーズン6, recurring シーズン1
シーズン1
外部コンサルタントとして登場。ジェイミー・ファレルの死後LA支局の正式なプログラマーとして雇われ、主に暗号解読や情報分析などで活躍する。もともと外部の人間であるからかCTU内でも私服に派手なピアスをしながらうろつき、内通者を睨んでいたジャックやニーナから疑われることは無かった。パーマーがジャックと対面した後はエリスの指示でナイトフォール作戦の関係者を纏め、第二の暗殺者の詳細を突き止めた。
シーズン6
CTU技術部門のチーフとして登場。クロエとは一時期付き合っていたためにモリスとは常に衝突。
マリリンが見たというテロに関与しているロシア人の家へジャックと向かったが襲撃に遭いフィリップの部下に腕を撃たれ負傷した。その後、赴任してきたマイク・ドイルとはデンバー支部時代の同僚であり、彼に対しては敵意を向けている。また、ナディアに恋愛感情を抱いており、ナディアがマイクと和解して打ち解けるのを不快に思っている。また、クロエ、モリスのケンカにも頭を痛めている。
そんな中、ジョシュ誘拐の為にCTUに中国のテロリストが乱入。全員を人質にして制圧するために、責任者に名乗り出るように促された際に、ナディアをかばって名乗り出たところを射殺された。
スコット・ベイラー (Scott Baylor)
演 - (Scott Denny)、日本語吹替 -
登場：シーズン1
エージェント。CTU内通者の証拠を発見する。
テディ・ハンリン (Teddy Hanlin)
演 - カーク・バルツ、日本語吹替 - 大川透
登場：シーズン1
作戦を指揮しているリーダー。過去に自分の相棒を刑務所送りにしたジャックを快く思っておらず、作戦中にもかかわらずジャックに八つ当たりをした挙げ句、ジャックの命令を無視して容疑者に発砲し、容疑者が橋から墜落して瀕死の状態にしてしまう。
ポーラ・シェイファー (Paula Schaeffer)
演 - サラ・ギルバート、日本語吹替 - 大坂史子
登場：シーズン2
トニーの口添えによって、ジェイミーの後釜として念願だったCTUへ配属されたプログラマー。気配りをしているつもりが張り切りすぎて空回りな面があり、周りにも気を遣いすぎるせいで極度に緊張する癖がある。
トニーやミシェルのフォローによりようやく緊張も解けたようで順調に仕事をはじめる。しかし、CTU爆破の被害に合ってしまい、かろうじて助かったものの、彼女が作ったデータの解読コードが彼女しかわからない為、病院に搬送する寸前で無理に薬で意識を回復したことでコードを話した直後に命を落とす。
ミシェル・デスラー (Michelle Dessler)
演 - レイコ・エイルスワース、日本語吹替 - 湯屋敦子
登場：シーズン3, recurring シーズン2,4,5
IPSecアーキテクチャを構築。スクリプト、コンピューター脆弱性、侵入検知、侵入テスト、操作セキュリティ、ウイルスなどに取り組んでいる。ケルベロス認証とプルートプラスに精通。
トニーと相思相愛の仲になりシーズン3の1年前に結婚・夫婦となる。
キャリー・ターナー (Carrie Turner)
演 - ローデス・ベネディクト、日本語吹替 - 深水由美
登場：シーズン2
CTU爆破による人員不足を補うために本部からミシェルの部下として異動してきた。かつてのミシェルの上司だったが、自分がミシェルの部下だと知り憤慨する。またミシェルからは、妻子を捨ててまでキャリーに走った彼の兄を捨てた女と見なされており、両者の仲は悪い。
トム・ベイカー (Tom Baker)
演 - ダニエル・デイ・キム、日本語吹替 - 奥田啓人
登場：シーズン2,3
シーズン2から登場したCTUの戦術チームリーダー。シーズン中はよく、自分の持ち場を離れることが多い（シーズン2ではケイトを安全な場所に戻るときに、シーズン3ではトニーの嘘の情報によって自分の部隊やロス市警、狙撃手と共に）その失態が原因か、シーズン4から登場はなく、代わりにキャッスルが登場している。
チェイス・エドモンズ (Chase Edmunds)
演 - ジェームズ・バッジ・デール、日本語吹替 - 神奈延年
登場：シーズン3
シーズン3で登場したCTUの現場捜査官でジャックの部下。ジャックの娘キムとシーズン3の3ヶ月前より密かに付き合っていたが、キムの前に付き合っていた恋人との間にアンジェラという娘がおり姉とクロエに面倒を見てもらっている。
シーズン3
若いが腕が立ち、最初はジャックとも上手くやっていたのだが、キムとの関係が露呈すると関係は一転する。交際を認めないジャックに捜査から外され、それに反発し中盤から単独行動に走ってしまう。その結果、テログループに捕まり、拷問され、救出されたがラストでは（ウイルスの流出を防ぐために、自ら志願してではあるが）ジャックによって斧で手首を切断されるという目に遭う。
無事に一命は取り留めたものの、キムを思う心と、任務の重圧に負け、シーズン3後にCTUを辞職する。
シーズン4
キムと一緒にバレンシア（Valencia）で生活を送っており、警備員の職についている。
シーズン5
ジャックの死亡が原因でキムを捨て別れたことが判明した。
クロエ・オブライエン (Chloe O'brian)
演 - メアリー・リン・ライスカブ、日本語吹替 - 林真里花
登場：シーズン5-8-リブ・アナザー・デイ, recurring シーズン3-4
ジャックがもっとも信頼する親友で、しかめっ面がトレードマーク。
シーズン3からCTUの全システムを取り仕切るエンジニア兼ジャックのアシスタントとして登場。シーズン4では分析官のチーフ。シーズン6ではCTUの上級システムエンジニアとなった。シーズン7ではCTU解体に伴い子育てに専念していたが、FBIワシントン支局でジャックのサポート役を務める。シーズン8では夫のモリスが失業したためCTUに分析官として復帰。
アダム・カウフマン (Adam Kaufman)
演 - ザカリー・クイント、日本語吹替 - 大久保利洋
登場：シーズン3
クロエの少し前にCTUに配属された情報分析官。初登場はゲーム版の2.5。自意識過剰な面があり、更には極度の女嫌い。
シーズン2.5
CTUがEMPで襲撃を受けて殺された情報分析官ショーンの後任として派遣されている。初仕事ながらも解析や衛星の操作等、人手不足のCTUで活躍する。
シーズン3
同僚であるクロエや親のコネでCTUに入ったキムを嫌っていた。
仕事に厳しいタイプだが悪いやつではなく、ジャックがドラッグをしていたことをミシェルから聞き、これ以降からキムに気をつかうようになり、仕事も共同でこなすようになる。感染区域が広まった際には、トニーから妹サラがウイルスの陽性反応を示していることを聞かされ、ショックに陥る。その後、それ以降のシーズンには登場しない。
ガエル・オルテガ (Gael Ortega)
演 - ジェス・ボレッゴ、日本語吹替 - 水内清光
登場：シーズン3
シーズン3に登場。元CIAエージェント。トニー、ミシェルに次ぐポジションでありながらラモン・サラザールの弟であるヘクターと通じるスパイとして登場した。しかし、それはジャックがもう一度サラザール一味に潜入するためにトニーと三人で行った極秘捜査の一環であった。
その後、ミシェルと共にテロリストのいるホテルへ行きそこでウイルスを発見し流出を阻止しようとしたが、あと一歩のところでウイルスが放たれ彼自身も感染してしまいミシェルに自殺を促されるがそれを断り死亡した。
エリン・ドリスコル (Erin Driscoll)
演 - アルバータ・ワトソン、日本語吹替 - 塩田朋子
登場：シーズン4
CTU ロス支局支部長として登場。シーズン3で国家反逆罪で逮捕されたトニーの正式な後任（前任は本部から派遣された臨時支部長のブラッド・ハモンド）。支部長着任から3ヶ月後、ジャックを「過去の不正行為は職務遂行上必要だったと言えるが、ヘロイン中毒は見過ごせない」と一方的な理由でCTUをクビにする。また自身の地位を脅かしかねない実力を持つミシェルをシアトル支部へと追いやった。
拷問的な尋問を許可・実施したり、メルトダウンした原発の避難区域に住んでいながら避難できない母を持つエドガーの職場離脱の懇願を認めなかったりするなど、非情な部分も見せるが、冷静でプロ意識が強いことの表れとも言える。また、自身の判断力こそ正しいと信じて命令を下すが、その判断がジャックらの判断に比べ間違っていた場合には、最終的にはそれを認め、正しい決断を下す。
シーズン4
国防長官代理としてロス支局に派遣されたジャックや後にジャックに協力するトニーをCTUへ一時的に復職させる。
統合失調症の娘マヤがおり、事件当日やむを得ない理由から支局に連れてくるが、捜査を優先して娘に構っていなかった結果、マヤが医療室で自殺するという事態を招いてしまう。実の娘が目の前で死んだことに大きなショックを受け、これを見たヘラー長官はエリンの職務遂行が不可能と判断、エリンを外し、代わりにミシェルを本部から召還する。
ロニー・ロベル (Ronnie Lobell)
演 - ショーン・ドイル、日本語吹替 - 相沢正輝
登場：シーズン4
ジャックが抜けた後にCTU現場担当としてその穴を埋めてきた。ジャックとはそれまで面識がなかったが、違法な方法で尋問を行うジャックと対立し、手錠をかけ彼を拘束してしまう。テロリストのカリル・ハッサンに狙撃され、絶命する寸前でジャックにかけた手錠の鍵を渡す。
カーティス・マニング (Curtis Manning)
演 - ロジャー・クロス、日本語吹替 - 楠大典
登場：シーズン4-5, recurring シーズン6
CTUロス支局のNo.2。ジャックの後任のロニー・ロベルの殉職後、CTUの現場部門を指揮。ジャックと共にいくつもの突入作戦を遂行。
シーズン4
ロス支局の副支部長としてCTUに勤務。最初は主に情報部門を担当。
マリアン・テイラーの元恋人で、上昇志向の彼女がCTUの上級職だった彼を利用しようと付き合ってた為に別れている。マリアンの採用には反対していたが、ドリスコルに押しきられる形で採用されてしまう。裏切りが発覚した時は自ら逮捕した。エリン解任後、トニーが臨時支部長として選ばれた際は彼と衝突するが、徐々に打ち解け合う。中盤マルワンの罠にかかり、敵に拘束されるが、自力で脱出する手腕を持ち、現場でも支局内でも活躍する。
シーズン5
現場復帰したジャックと共に現場を奔走。ジャックから信頼されており、カーティスもジャックに対しては常に忠実だった。
シーズン6
湾岸戦争でアサドの副官に部下を処刑されアサドに対し強い憎しみを抱いており、アサドが大統領恩赦を言い渡されたことによって個人的な理由で彼を殺そうとしたが、それを防ごうとするジャックによって射殺される。
エドガー・スタイルズ (Edgar Stiles)
演 - ルイス・ロンバルディ、日本語吹替 - 遠藤純一
登場：シーズン5, recurring シーズン4
シーズン4よりロス支局へ配属された情報分析官。優しい性格の持ち主だが登場当初は緊張しミスを連発していた。口癖は「全部頭に入ってるって、記憶力はいい方なんだ」。クロエがきつく当たり、気の弱いエドガーが一歩下がってぐっと耐えるというケンカするほど仲の良い名物コンビ。
CTU新人分析官のマリアナ・スタイルズはいとこ。
シーズン4
物語が進むにつれ次第に本来の能力を発揮し、支局内にいた内通者の発見・マルワンの画策した原発テロの被害を最小限に食い止める活躍をする（ただ、実の母親がそのテロの犠牲者となる）。
終盤にて、中国総領事館の襲撃犯を捜査しに来た警備主任のチェンにジャックが主犯という確証を知らずに与えてしまう。
シーズン5
事件の分析を受け持つ中、ロス支局を狙った神経ガステロから逃げ遅れ、ジャックやクロエら生き延びたCTU局員の目前で、神経ガスによって中毒死する。
マリアン・テイラー (Marianne Taylor)
演 - アイシャ・タイラー、日本語吹替 - 相楽恵美
登場：シーズン4
CTU捜査官でありながら、実はヘンリー・パウエルに雇われているスパイ。
内部にスパイがいることに気付いたジャックたちからの追及を避けるためにサラに容疑を向けさせるよう工作する。しかし、エドガーの活躍によりその正体が露呈し、CTUから追われると同時に口封じをしようとするパウエルの刺客にも命を狙われる事になる。ハウエルの勤める会社に行き、情報を抽出する直前でマルワンの部下アダム、ジェイソンに射殺される。
サラ・ギャビン (Sarah Gavin)
演 - ラナ・パリラ、日本語吹替 - 加藤優子
登場：シーズン4
情報分析官。上昇志向が強いがさほど能力はなく、ドリスコルに取り入ろうとゴマすりを繰り返すがことごとく失敗。クロエにも見透かされて小言を食らっている。
テロ事件の捜査をこなす最中、スパイであったマリリンの策略により、スパイの濡れ衣を着せられてドリスコルに拷問を受ける。その後は濡れ衣は晴れたことで復帰。しかし、ドリスコルが拷問の事をうやむやにしようと逆に取り入ろうとすることがわかると、彼女にただ利用されるだけなのはごめんだと見返りに逮捕歴末梢と昇給と昇進を要求して認めさせた。
だが、ドリスコルが解任された事で後任のミシェルにその見返りの確認を求めるが、ミシェルには関係のない事な為に突っぱねられ食い下がるが、捜査に集中出来ないのなら不要とみなされて解雇された。
ビル・ブキャナン (Bill Buchanan)
演 - ジェームズ・モリソン、日本語吹替 - 中博史
登場：シーズン5-7, recurring シーズン4
シーズン3で殉職したライアン・シャペルの後任としてシーズン4からCTUロス地域本部長として登場、ロス支局の臨時指揮官となり、当初はジャックやトニーらスタッフとは相いれない時が流れたが、スタッフに対しては信頼をもって接するタイプゆえ、スタッフからの信頼を築いていった。シーズン5〜6でロス支局の支部長を務めていたが、妻・カレンとともに政権内の争いに巻き込まれシーズン6で辞任した。
リー・キャッスル (Lee Castle)
演 - キャメロン・バンクロフト、日本語吹替 -
登場：シーズン4
シーズン4で登場したCTUの戦術チームリーダー。主に戦術チームの前線で指揮を取るが、時に狙撃手としても活躍する。ジャックとトニーとは以前から面識があるため、少なくともシーズン３時点ではロス支局に在籍していることになる。特にジャックからの信頼は厚く、ファーストネームで呼ばれる関係である。民間人となったトニーの介入を快く思わず、序盤トニーと対立する場面が多いが徐々に彼の実力を認める。
パーマー暗殺未遂事件の実行犯マンディの住むマーサーウッド居住区に、ジャックらと同行し、現場に向かう。現場ではジャックと離れ、トニーと行動を共にし、周辺の捜索をしていたところで死角に現れたマンディに急所を撃たれ、トニーは拘束される。駆け付けたジャックに死亡が確認された。
彼の死亡後は、戦術チームのキャラクターの影はシーズン8のオーウェンまで極端に薄くなった。
ハワード・バーン (Howard Bern)
演 - ロバート・シッチーニ、日本語吹替 - 三宅健太
登場：シーズン4
CTU現場工作員。中国総領事館襲撃メンバーで襲撃中に顔を見られてしまい、総領事館警備主任のチェンに目をつけられてしまう。ロスからヘリで別の支部に逃げたが、チェンに先回りされてしまい拘束。中国の強制収容所に入れると拷問と脅迫を受けてジャックの名前を自白する。
マーク・ベッソン (Marc Besson)
演 - トーマス・ヴィンセント・ケリー、日本語吹替 - 宮島史年
登場：シーズン4, recurring シーズン5
医療室のDr（ドクター）。
シーズン4
オードリーの夫ポールの手術を担当していたが、ジャックに強引に別の患者の手術するよう脅迫を受け、仕方なくそちらの手術を優先してしまうが、その結果ポールは亡くなり、ジャックに冷たい態度をとる。
シーズン5
トニーの手術を行い見事成功したものの、脳に障害が起きるのを防ぐため、ビルにはミシェルの件を伏せておくよう進言する（だがトニー自身は、看護婦がいないのを見計らいパソコンで調べた結果、ミシェルの死を知ってしまう）。神経ガスの騒動時は唯一の生存者としてジャックとの通話中にトニーに首を絞められてしまう。その後、劇中では詳細が語られていない。
スペンサー・ウルフ (Spenser Wolff)
演 - ジョナ・ロータン、日本語吹替 - 川本克彦
登場：シーズン5
シーズン5に登場した情報分析官。性格はエドガーがヤキモチをやくほどの気障で、働き始めた頃からシーズン5までクロエと深い仲だったが、裏ではウォルト・カミングスのスパイとして雇われていた。
空港の事件後はデータを閉じ忘れたことでクロエに見られてしまい、上級アクセス制限の無視が発覚。さらにはエドガーによってジャックを監視して追っていたことが分かり、警備によって拘束される。システムのハッキングを一人で侵入コードを書き上げたらしく、クロエによって容疑者確保まで一時的に復職した。本人はカミングスから大統領命令と聞いていた為に国を裏切っているとは思っていなかった。拘束を解かれて協力したときにクロエに許しを請おうとしたが、彼女は聞き入れなかった。
シャーリー・ローゼンバーグ (Shari Rothenberg)
演 - ケイト・マーラ、日本語吹替 -
登場：シーズン5
エドガーの後任。さほど解析能力は高くないが科学知識があり、神経ガスが高圧ではパイプラインに乗らない事を知らせる活躍を見せた。
2年前にマイルズからセクハラ被害にあっており、マイルズとは折り合いが悪い。しかし、クロエによると彼女自身の拡大解釈とウソで作られた偽称で、科学知識による活躍で｢お手柄だ｣とブキャナンに肩に軽く手を置かれただけで嫌悪の目で睨んでいた。
その後、クロエが脱獄した際にその事を脅されて黙認した。
リック・バーク (Rick Burke)
演 - マーティー・パパジアン、日本語吹替 - 伊丸岡篤
登場：シーズン5, recurring シーズン6
シーズン5
尋問担当の捜査官。主にキオスチンペントタール（ジャック曰く、「4ccだと言葉にできないほどの痛みが襲い、8ccだと心臓発作が起きる」）という、強い痛みを引き起こす神経刺激剤を使い注射に入れて尋問を行う。最初はクリストファー・ヘンダーソンの尋問を行っていたが、神経ガスの騒動で医療室に移動。無事に生還して尋問を再開したものの、ミシェルを奪ったヘンダーソンを許せないトニーによって首を絞められ気を失う。その後、ヘンダーソンの協力者の嘘の証言によって、彼はカレンの命令でオードリーの尋問する。
シーズン6
ジャックの弟グラハムの尋問を担当。ジャックの命令により8cc投与したが、グラハムが別の件（デイビッド・パーマーの暗殺とトニー・アルメイダ、ミシェル・デスラーの襲撃）を自白したため、暴走したジャックにもう4cc投与するよう脅迫される（が、彼が捜査官一人とフィリップ・バウアーを呼んだことでジャックは刺激剤の投与を止める）。ジャックが離れてからは、彼は他の捜査官達とグラハムを移送する準備をしていたが、グラハムに謎の心臓発作が起き、それに対処する（しかし効果は現れず、その後グラハムは死亡した）。ファイエドの尋問も担当することになっていたが、ジャックの作戦によりそれ以降登場しないが、その後にあたる短編Debriefでは、本部の人間の命令でジャックを尋問しようとするが、逆に殺されそうになる。
モリス・オブライエン (Morris O'Brian)
演 - カルロ・ロタ、日本語吹替 - 落合弘治
登場：シーズン6, recurring シーズン5,7
クロエの元夫。かなりの女好きでシーズン1以前にCTUに以前勤務していたがクロエの部下に手を出したため騒動が起こりこれが原因で離婚・CTUも退職した。退職後は、ビバリーヒルズで高級婦人靴店を経営。アルコール依存症で断酒会の参加歴があり、劇中では時折襲ってくる誘惑と戦いながら断酒を継続している状態にある。
シーズン5
終盤に登場。未公開映像ではローガンの搭乗するヘリコプターのパイロットの勤務表を改ざんしてジャックをローガンへと近づけさせた。
通信機器の専門家で、物語の終盤では彼の改造したマイクロ送信器がローガンに引導を渡すこととなる。
シーズン6
死亡したエドガーの後任としてCTUに再度勤務。クロエとはよりを戻したが、クロエと過去に付き合っていたマイロとは事あるごとに衝突している。軽口は相変わらずで、衝突するたびに何かとよくしゃべる。
ジャックを心配するクロエを心配して衛星を動かしてやるが、テログループに筒抜けであった為に作戦を危機にさらしてしまう。
核爆弾の起爆装置を直せるプログラマーであったためマッカーシーに拉致されてリタにファイエドへ引き渡され、激しい拷問を受ける。抵抗はしたがリタを目の前で殺された事で恐怖に負け、核爆弾の起爆装置を直してしまった。そのことに責任を感じ職務遂行を危ぶまれたが捜査に復帰。しかし、八つ当たり同然の態度で周囲を惑わせ、酒まで飲んでしまい、その件をクロエに散々かばってもらったにもかかわらずミスを連発。それにキレたクロエが激しく攻め立ててようやくやる気を出す。
シーズン7
クロエとの間にプレスコットという男の子を儲けたため、ブキャナンらの「私的な捜査」には関わっていない（だがクロエをFBIまで送ったりと協力的な一面も見せている）。クロエがFBIに捕まってからは、釈放を要求したものの受け入れられず、ジャック捜索を一時的に手伝わされることを余儀なくされる。
シーズン8・リブ・アナザー・デイ（未登場）
シーズン7とシーズン8の間で失業しており、クロエが復帰する切っ掛けを自身で作ってしまった。
シーズン8直後、息子のプレスコットと共に車で交通事故に合い亡くなっている。
ナディア・ヤセル (Nadia Yassir)
演 - マリソル・ニコルズ、日本語吹替 - よのひかり
登場：シーズン6
CTUの上級スタッフ。ロス支局に着任してからはまだ日が浅いが、ブキャナンの信頼も厚い有能な女性。
パキスタン系のムスリムということもありアクセス権を制限されてしまっている。新しく赴任してきた現場作戦部門のリーダーであるマイク・ドイルに内通者と疑われてしまい厳しい尋問を受けるが、その後、疑いはドイルによって晴らされる。ブキャナンがCTUを去った後、アクセス制限は解かれ臨時支部長として指揮を執る。
マイク・ドイル (Mike Doyle)
演 - リック・シュローダー、日本語吹替 - 木内秀信
登場：シーズン6
カーティスの後任としてロス支局に赴任してきた現場作戦部門リーダー。マイロとはデンバー支局時代の同僚だが彼から煙たがれている。
捜査官としては優秀だが、時に非常に傲慢な立ち振る舞いをする人物。着任当初は、反抗的な同僚に対して高圧的な態度で接していたが、捜査が進み同僚と馴染むにつれ、本来の人情味のある性格があらわれ、自ら尋問をしたナディアからも信頼されるようになった。ジャックの考えにも理解を示し、拘束されているジャックをオードリーと会わせる策略にも協力する。
電子基板とジョシュの交換取引に伴い、ダニエルズからジャックを拘束するよう命令され、それに従い、自身はジョシュと引き換えに基板を渡そうとするフィリップの部下と接触するために海岸に出向き、そこで基板を受け取るが、偽物であり、仕込まれていた爆弾の爆発に巻き込まれて最悪両目が失明するほどの重傷を負いジョシュを海へと連れ去られてしまう。
ライアン (Ryan)
演 - レックス・カサー (Lex Cassar)、日本語吹替 - ？→永井誠
登場：シーズン6, Debrief
カーティスの死後、同期のターナーと共に彼の代理として登場した現場作戦部門リーダーだったが、ドイル登場後は突入チームのリーダーに。だが、ドイルの不在時にはジャックの指示でグレデンコ、ファイエドの両テロリストの捕獲作戦を担当した。ダニエルズからジャックを拘束するよう命令された時はドイル同様命令に従い、ターナーと共にジャックを拘留施設へ移送していたが、カレンの連絡を受けたビルによってCTUに連行される途中のジャックを奪還されてしまう。
Debriefでは、バークの尋問前に捜査官のモスと共に本部の人間に分からぬよう、ジャックに手錠の鍵を渡した。
クロエ、ビルといった馴染みの人間が出てこないDebrief内で、彼は唯一ジャックを信頼していた人物といえる。

### CTU本部（ワシントンD.C）
ライアン・シャペル (Ryan Chappelle)
演 - ポール・シュルツ、日本語吹替 - 水野龍司
登場：シーズン3, recurring シーズン1-2
シーズン1 - 3のCTU ロス地域本部長。何事にも事務的で杓子定規な上級管理職。実戦経験も皆無な為にほぼほぼ事務管理職な扱いしかしない。邪魔な奴は有能であっても排除するなど、ジャックたちからはかなり嫌われている。
シーズン1
ジャックやメイソンからも嫌われており、保身の為に奔走していた為に支局からの連絡を取らずにいた。
シーズン2
相変わらずの性格で終盤単独行動するジャックを切り捨てる。その為にトニーとミシェルから薬を嗅がされて監禁された。その後、本部から来たハモンドのチームの人間によって救われ、2人を逮捕するが直後にマイクからジャックをサポートするように言われ、トニー達の罪を不問にするという条件で釈放した。ジャックにもその行動の反感を買ってしまい、さらに関係は悪くなった。
シーズン2.5
ゲーム版にも僅かながら登場。テロリストがCTUから情報を盗み出す際にニーナと電話をしていた。
シーズン3
サンダースの海外口座を調査していたことで足がつくことを恐れたサンダースはパーマーに殺害を要求。当初は要求を拒否しようとするパーマーだったが、ウイルス散布を恐れ苦肉の策としてジャックに殺害を指示。ジャックは良心の呵責に苦しむもやむなく彼に射殺され、遺体は証拠としてサンダースに回収された。
アルバータ・グリーン (Alberta Green)
演 - タマラ・ターニ、日本語吹替 - 一城みゆ希
登場：シーズン1
ジャックの後任としてロサンゼルス支局のリーダー代理として派遣された。自己顕示欲が強く、昔の上司であったニーナとここぞとばかりつっかかり、対立した。
ブラッド・ハモンド (Brad Hammond)
演 - ランデル・メル (Randle Mell)、日本語吹替 - 秋元羊介
登場：シーズン3, recurring シーズン2
シーズン2 - 3のCTU本部の指揮官でシャペルの上司。
シーズン2では、CTUを爆破され閉鎖しようとするがメイソンに止められ引き上げる。しかし音信不通になったシャペルのことでトニーに電話したが、彼の部下のキャリーからの電話でチームをつれて本部からやってきた（その内の一人がシャペルを救出する）。
シーズン3では、国家反逆罪で逮捕されたトニーの代わりに臨時支部長として派遣されてきた。トニーを尋問するがミシェルとジャックに説得され人手不足の事もあり彼を一時復職させる。
リン・マクギル (Lynn McGill)
演 - ショーン・アスティン、日本語吹替 - 高木渉
登場：シーズン5
テロ勃発で本部から派遣されてきた指揮官。空港で人質となったジャックの強要された嘘の無線の中の暗号に気づくなど能力はあるが、すべての状況を自分が掌握していないと気がすまないため、周りの皆から反感を買ったり衝突したりする。
薬物中毒の妹がいて、彼女にお金が必要だと電話で呼び出されたが、それは妹の嘘であり、妹の所へ辿り着いたところで待ち構えていた妹の恋人に殴り倒され、IDカードの入った財布を奪われてしまう。そのストレスやローガンからのプレッシャーなどから、適切な処理ができずそれに反発したオードリー、クロエ、エドガーらを解雇しようと暴挙に出る。しかし、上級職のカーティスにより職務不能と見なされて逆に自分が解任される。
また、自分の面子からIDカードを奪われたことを報告しなかった結果、妹と彼女の恋人はIDカードを奪いに来たテロリストに射殺され、IDカードを手に入れたテロリストのCTU内部への侵入を許し、神経ガスを散布され多数の犠牲者を出すことになった。最期は警備員のハリーと共に自らの命を犠牲にしてCTU内の神経ガスを除去し、ジャック達を救った。

### CTUニューヨーク支部
ブライアン・ヘイスティングス (Brian Hastings)
演 - ミケルティ・ウィリアムソン、日本語吹替 - 斧アツシ
登場：シーズン8
ニューヨーク支部長。やや猫背で相手を覗き込むような感じの姿勢が特徴的な人物。政府高官からの抜擢を受けて今のポストに就いたこともあり、ホワイトハウスには頭が上がらない。
人の話をまったく聞かない仕切り屋。そのくせミスを犯すとすぐに保身に走るなど小心者。
現場経験が豊富なクロエやジャックからの助言にもかかわらず無視を決め込み、デイナの再三の無断外出に気がつかないなど観察力が悪い一面もある。
序盤では、既にリタイアしていたジャックの関与を嫌悪し、クロエによる「リード記者に対する容疑は犯人の陽動だ」との進言もまったく聞く耳を持たなかった。だが、コールの要請を無視した為に情報屋を死なせた事をジャックに脅迫され仕方なく行動を許可する。
その後、ジャックが成果を上げるに連れてクロエや彼を信用しはじめ、積極的なバックアップをするようになる。だが、ハッサン大統領が殺害されてしまいその失敗の責任を問われて解任される。序盤に対立し続けたクロエに「最初から信じれば良かった」と後悔の念を語りCTUを去った。
コール・オーティス (Cole Ortiz)
演 - フレディ・プリンゼ・ジュニア、日本語吹替 - 加瀬康之
登場：シーズン8
生真面目で実直な現場を取り仕切る捜査チームのリーダー。ハッサン大統領の警護中につき、爆弾騒ぎで避難をする最中にジャックの連絡により身を呈してハッサンを庇う勇気あるその仕事ぶりには周りも信頼を置く。
同僚のデイナと婚約している。シーズン8におけるジャックの相棒的存在で、ジャックからも有能と認められるほど優秀な捜査官。
デイナの裏切りを知った時は動揺したが自ら走り拘束した。
その後、ジャックがロシア関与を暴露しようとした際にジャックから協力を申し込まれて協力する事を決意して協力。デイナが持つ関与の証拠を取りに行くがはめられて気を失い、その後市警に拘束された。
そのままCTUで拘束されるが、国連の警備担当だった為に一時的に解放され警備に付きジャックの捜索に参加。ジャックが手に入れた証拠をばら蒔く作戦に協力するが失敗して再び拘束されCTUに連行されるが、テイラーがようやく正気を取り戻して自分の過ちを正した為に解放された。
デイナ・ウォルシュ (Dana Walsh)
演 - ケイティー・サッコフ、日本語吹替 - 大原さやか
登場：シーズン8
分析部門のチーフでクロエの上司。戦術チームのコールと婚約している。実は過去の犯罪歴を隠し、偽名でCTUに職を得ており、本名は｢ジェニー・スコット｣。
過去に関係を持ち共犯者でもあったケビンに脅され、犯罪への加担を強要される。しかし、彼女の秘密はそれだけではなく、その正体はハッサン大統領の暗殺計画を企てたテログループの一員。タリンと連絡を取り逃走を手伝うが、ジャックの回収した携帯から足がつきCTUの警備員を撃って逃走するもコールによって拘束された。
拘束後ジャックを呼びつけて大統領恩赦を要求してハッサンの居場所とサミールの情報を話す。内通者であるがコールへの愛は本物であり、CTUへのEMP攻撃の計画の際には彼を巻き込まないよう頼んでいた。終盤でジャックに射殺される。
アーロ・グラス (Arlo Glass)
演 - ジョン・ボイド、日本語吹替 -
登場：シーズン8
無人機担当分析官。軽口で気さくな性格だが、デイナに対して愛情を通り越した異常な執着心があり、ストーカーまがいの行動を起こすことも。
デイナを散々監視していたが、テロリストの仲間だとは気付けなかったと後悔しているようだが、軽口を交えての為どうにも後悔しているようには見えなかった。
オーウェン (Owen)
演 - ジュリアン・モリス、日本語吹替 -
登場：シーズン8
CTU戦術チームの若き隊員で代理リーダーとなる。ジャック、コールと共にサミールの拘束に向かうが、テロリストとの銃撃戦で部下のキングが負傷し、ジャックらの見殺しにする判断に従えず、隊員の救出に向かうが、激しい銃撃戦により彼自身も負傷してしまう。ジャックらにキングの無事を聞き(キングは既に死亡していた)安堵した表情で息を引き取る。

### CTU連邦本部
レベッカ・イングラム (Rebecca Ingram)
演 - ミランダ・オットー、日本語吹替 - 山像かおり
登場：レガシー
CTUの元局長。夫の大統領選出馬をサポートするためにCTUを引退した。その当日にテロが起きたため、なかば部外者という微妙な立場でありながらも、CTUスタッフの協力を得ながら、事件解決に協力していく。最終的に、主人公のエリック・カーターを庇い、テロリストに射殺されて死亡してしまう。
キース・マリンズ (Keith Mullins)
演 - テディ・シアーズ、日本語吹替 - 松田健一郎
登場：レガシー
現局長。レベッカの後任。
アンディ・シャロウィッツ (Andy Shalowitz)
演 - ダン・ブカティンスキー、日本語吹替 - 木内秀信
登場：レガシー
分析官。スタンフォード大学出身。
マリアナ・スタイルズ (Mariana Stiles)
演 - コーラル・ペーニャ (Coral Pena)、日本語吹替 - 合田絵利
登場：レガシー
新人分析官。ブルックリン短期大学出身。いとこは元CTU分析官のエドガー・スタイルズ。
トーマス・ロック (Thomas Locke)
演 - ベイリー・チェイス、日本語吹替 -
登場：レガシー
現場の指揮官。通称「トム」。
テオ・スターリング (Theo Sterling)
演 - マイケル・アーロン・ミリガン (Michael Aaron Milligan)、日本語吹替 -
登場：レガシー
プログラマー。
スティーブン・グラント (Stephen Grant)
演 - デイビッド・マルドナド (David Maldonado)、日本語吹替 -
登場：レガシー
警備主任。妻がおり、ジェニファーとは愛人関係。
フォックス
演 - ブランドン・ラッシュ (Brandon Rush)、日本語吹替 -
登場：レガシー
レベッカに付き添っている捜査官。